# René Lescombes
René Lescombes est un aventurier français né en 1921 à Bergerac et mort le 7 juin 1963 sur les côtes des Açores. Il sera qualifié de « casse-cou de l'Océan », « navigateur fou » ou « Don Quichotte » des mers pour ses tentatives de traversée de l'Altlantique sur des embarcations de fortune.

## Biographie
Né à Bergerac en 1921, René Lescombes est élevé par sa grand-mère à Pressignac-Vicq. Après avoir obtenu une licence de lettres, il devient en 1945 parachutiste en Indochine où il combat les Japonais puis le Việt Minh. Il est grièvement blessé à l'abdomen et à la jambe droite et est rapatrié en France ; il rentre perturbé psychologiquement et restera boiteux.
René Lescombes se marie en 1953 et part avec son épouse explorer l'Afrique. Il y chasse et filme les animaux sauvages. Il se sépare de sa femme et rentre seul en France en 1955. Meurtri par cette séparation, il s'engage alors dans un autre projet : partir à la recherche de l'explorateur Raymond Maufrais disparu en Amazonie. 
Pour cela, lui qui n'est pas marin, veut traverser l'Altlantique seul, « à la façon Bombard » mais sur un « radeau fait de quelques planches » : en 1956 il construit à Bassens, près de Bordeaux, un radeau de 13 tonnes fait de sept troncs d'arbre surmontés d'une cabine. Incapable de remonter le vent, son bateau s'échoue à Hourtin après douze jours de navigation… René Lescombes entreprend alors la construction d'un nouveau bateau, le pot au noir, radeau en forme de fer à cheval auquel sont adjoints deux flotteurs latéraux et équipé d'une voile supportée par un mince tronc de bois faisant office de mât. Il repart d'Hourtin et est secouru deux semaines plus tard par un navire de pêche espagnol qui le retrouve affaibli par la faim et la soif et brûlé par le soleil sur son radeau démâté. René Lescombes impute ces deux échecs à la malchance mais entend persévérer : « la malchance n'est pas éternelle et j'ai toutes les patiences ».
Avec des amis il commence alors à Lège-Cap-Ferret la construction du pot au noir II, un nouveau « radeau-trimaran » d'acier équipé d'une cabine étanche et d'un mât métallique. Le 5 août 1958, devant une foule de vacanciers, il s'élance vers l'océan  et finit par atteindre les Canaries où il fait escale plusieurs mois. Il repart vers l'Amérique le 11 juin 1959 et, après cinquante jours de mer, René Lescombes, épuisé et affamé, s'échoue contre les rochers de La Barbade. Il gagne alors la Guadeloupe où il connaît de nouvelles infortunes de mer et fait construire un nouveau radeau-trimaran en acier de 7,5 mètres de long, le Milles bornes. Avec son bateau inachevé, il appareille le 31 mars 1963 de Pointe-à-Pitre pour Arcachon. René Lescombes atteint les Açores le 7 juin 1963 mais y trouve la mort à son arrivée en se fracassant contre la côte rocheuse de l'île aux fleurs.